# Fishlabs
Fishlabs – niemieckie przedsiębiorstwo produkujące i wydające gry komputerowe na silniku Abyss, założone w 2004 roku. Tworzy głównie gry na platformy mobilne; jednym z czołowych jego produkcji była pozytywnie przyjęta przez krytyków Galaxy on Fire 2 z 2010 roku.